# Katov (district de Tábor)
Pour les articles homonymes, voir Katov.
Katov (en allemand : Katow) est une commune du district de Tábor, dans la région de Bohême-du-Sud, en République tchèque. Sa population s'élevait à 78 habitants en 2020.

## Géographie
Katov se trouve à 9 km à l'est-nord-est de Soběslav, à 19 km au sud-est de Tábor et à 93 km au sud-sud-est de Prague.
La commune est limitée par Tučapy à l'ouest et au nord, par Budislav à l'est, et par Dírná et Mezná au sud.

## Histoire
La première mention écrite du village date de 1497.